# Daimyo

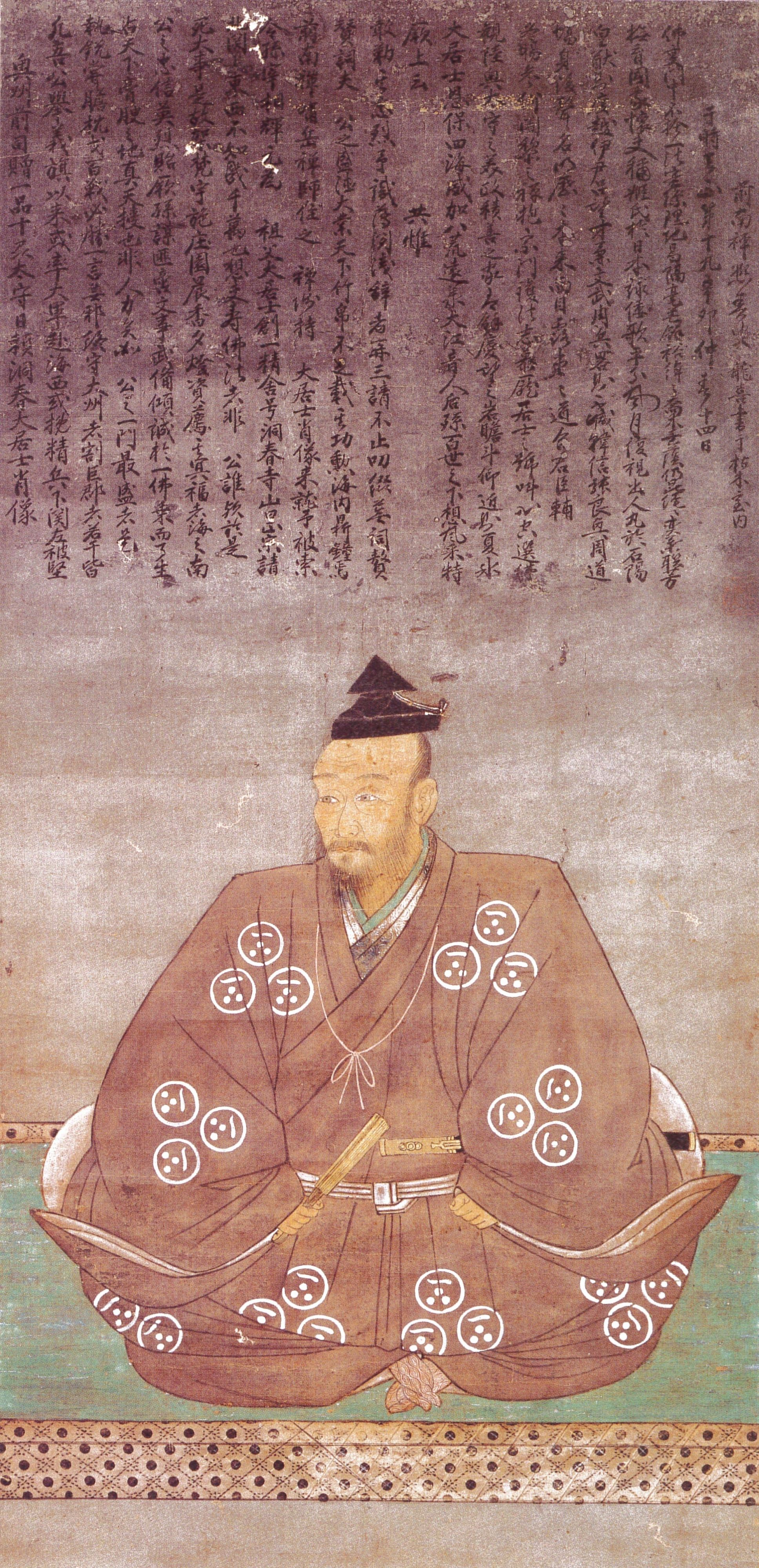
Le daimyo Mōri Motonari (1497-1571). Encre et couleurs sur papier.

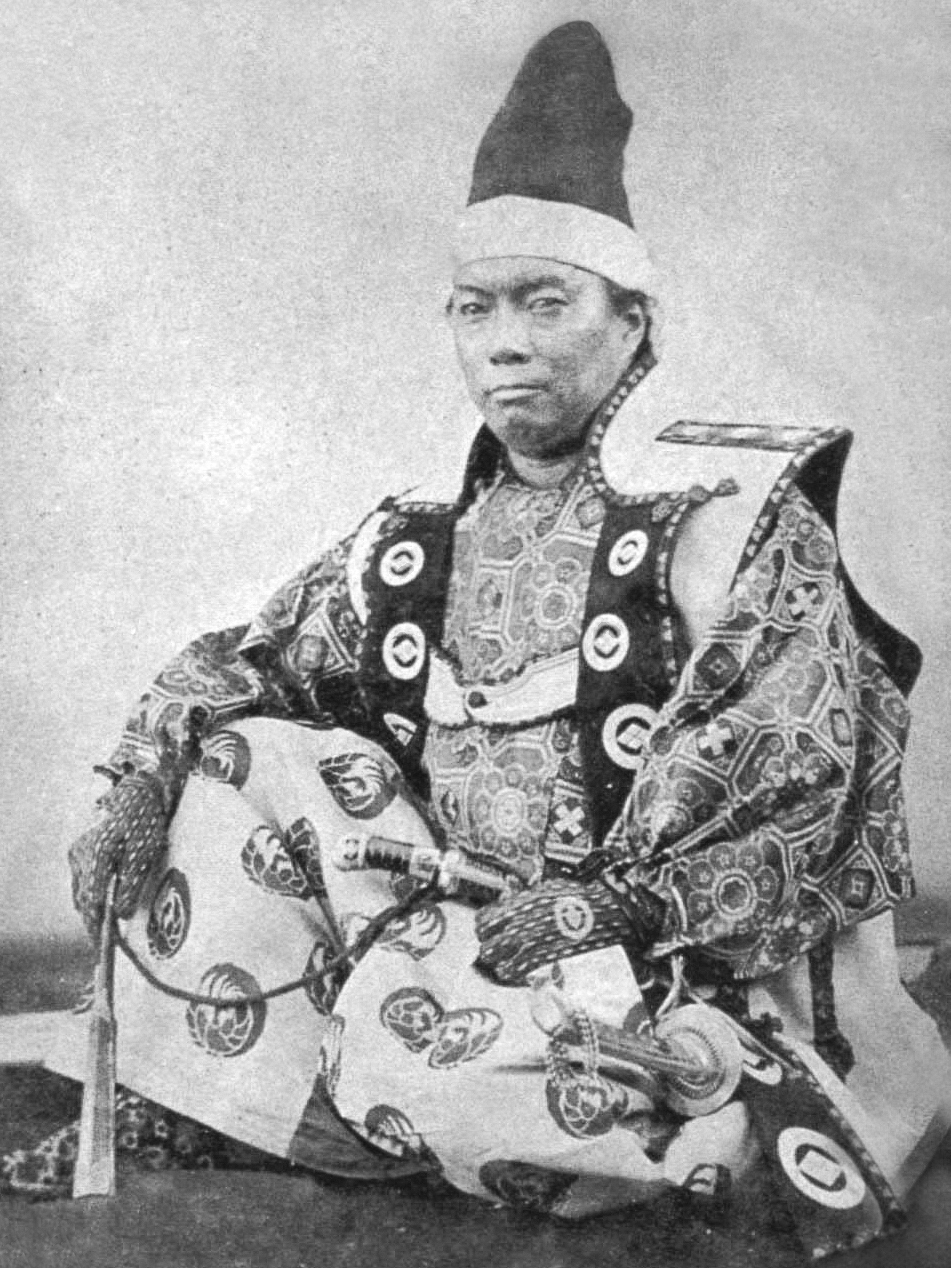
Photographie du daimyo Matsumae Takahiro (1829-1866). Épreuve sur papier albuminé, vers 1864.

Un daimyo ou daïmio (大名, daimyō, litt. « grand nom ») est un titre nobiliaire japonais.
Ce terme désigne les principaux gouverneurs de provinces issus de la classe militaire qui régnaient sur le Japon sous les ordres du shogun, de l’époque de Muromachi (1336-1573), à celle d’Edo (1603-1868). 

## Histoire
Des prestigieux shugo (gouverneurs de province) de la période Muromachi, en passant par la période Sengoku, jusqu'aux daimyos de la période Edo, ce titre aura une histoire longue et variée.
Avant la période Muromachi cependant, on utilisait plus volontiers le titre de myōden (名田) pour désigner les grands propriétaires de domaines. Ceux-ci étaient alors divisés en kokushu (国主, gouvernant au moins une province), ryōshu (領主, gouvernant un territoire moins important) et jōshu (城主, gouverneurs de châteaux).
Ces daimyos se livrèrent des guerres incessantes dans le but d'agrandir leur territoire. Au XVe siècle, à la faveur des troubles qui agitaient le pays, de nombreux shugo (守護) s'approprient des terres et prirent le titre de shugo-daimyō (守護大名), construisant des châteaux pour se défendre contre les visées expansionnistes de leurs voisins. Ils ne furent pacifiés qu'après la bataille de Sekigahara en 1600.
À l'époque d'Edo, le terme de daimyo était appliqué à environ deux cents princes ou grands seigneurs de domaines dont le revenu annuel égalait ou dépassait 10 000 koku (soit environ 1 500 tonnes) de riz. Ceux qui avaient un revenu moindre étaient qualifiés de shōmyō (小名, « petit nom »).
Les daimyos appartenaient à plusieurs catégories :
- les shinpan daimyō (親藩大名), appartenant à la famille des Tokugawa ;
- les fudai daimyō (譜代大名), attachés personnellement au shogun Tokugawa ;
- les tozama daimyō (外様大名 ou daimyo « extérieur »), ralliés au bakufu.

Les daimyos, bien qu'ayant une certaine autonomie, étaient néanmoins assujettis à des règles particulières, la plupart codifiées dans le bushido, et devaient suivre la loi des maisons guerrières (武家, buke). Ils devaient, entre autres obligations, entretenir à Edo une résidence, y demeurer une année sur deux (ou six mois par an) et y laisser en otage leur famille et des vassaux. Le voyage du daimyo consistant à rendre hommage à son shōgun à Edo s'appelait le daimyō-gyōretsu (大名行列), c’est-à-dire la « procession des seigneurs ».
À partir de 1639, ils n'eurent plus la permission de construire châteaux et navires hauturiers, et durent veiller à ce que le christianisme fût interdit sur leur territoire. Lors de la restauration Meiji en 1868, certains daimyos furent nommés gouverneurs de leurs provinces (alors appelées « han », 藩), mais en 1871, tous les han furent abolis et le territoire du Japon divisé en préfectures (県, ken). Les anciens daimyos furent alors pensionnés par le gouvernement et obligés de résider à Tokyo.
Quelques familles de daimyos connues : Date, Nabeshima, Imagawa, Mori, etc.